# Copa Intercontinental de Basquete de 2014
A Copa Intercontinental de Basquete de 2014 foi a 24ª edição da competição máxima organizada pela FIBA envolvendo clubes campeões e que foi realizada na HSBC Arena na cidade do Rio de Janeiro em duas partidas em 26 de setembro e 28 de setembro de 2014.
Os participantes desta edição foram o Flamengo, que venceu a Liga das Américas 2014 e o Maccabi Electra, vencedor da Euroliga 2013-2014.

## Transmissão
Os dois jogos tiveram transmissão ao vivo do canal SporTV e cobertura pela internet, em Tempo Real, do GloboEsporte.com.

## Regulamento
As partidas do Mundial de Interclubes 2014 serão jogadas com regras FIBA e o campeão será a equipe que vencer dois jogos. Havendo um vencedor em cada partida, o campeão será aquele que tiver maior pontuação no jogo em que venceu. Porém, horas antes do 2º jogo da final, em reunião com os organizadores, Flamengo e Maccabi definiram que se a diferença de pontos for a mesma do 1º duelo, o jogo irá para prorrogação.

## Sede
| Rio de Janeiro               |
| ---------------------------- |
| HSBC Arena                   |
| 22° 58′ 31″ S, 43° 23′ 25″ O |
| Capacidade: 15 000           |
|                              |

## Preparação
O Maccabi Electra além de participar do Mundial Interclubes no Rio de Janeiro, também cumpriu a agenda do Brazil Tour, que fez parte do evento Euroleague Tour, que serve como pré-temporada para a Euroliga. Para tanto, trouxe os americanos Jeremy Pargo, Marquez Haynes, Brian Randle, Nate Linhart e o australiano Marks Maric. Outra novidade foi a ascensão do assistente técnico Guy Goodes que tornou-se técnico em substituição a David Blatt, que assumiu o Cleveland Cavaliers.
O Flamengo, após disputar o Mundial Interclubes, faria na sequência três partidas nos Estados Unidos pela pré-temporada da NBA: contra o Phoenix Suns, em 8 de outubro, no US Airways Center; o Orlando Magic, em 15 de outubro, no Amway Center; e Memphis Grizzlies, em 17 de outubro, no FedExForum. Para essa empreitada, além de trazer o argentino campeão olímpico Walter Herrmann, trouxe o norte americano Derrick Caracter, com passagem pelo Los Angeles Lakers. Caracter permaneceria no elenco apenas para os dois jogos do Mundial e as três partidas nos Estados Unidos.

### Elencos
| Maccabi Electra | Flamengo |

| Maccabi Electra:      |     |                                             |
|                       |     |                                             |
| G                     | #4  | Jeremy Pargo                                |
| G                     | #5  | - Marquez Haynes                            |
| GF                    | #6  | Devin Smith                                 |
| PF                    | #7  | Brian Randle                                |
| SF                    | #8  | Nate Linhart                                |
| F/C                   | #9  | - Alex Tyus                                 |
| F                     | #10 | Guy Pnini                                   |
| F/C                   | #11 | - Jake Cohen                                |
| PG                    | #12 | Yogev Ohayon                                |
| PF                    | #13 | Idan Zalmanson                              |
| F/C                   | #14 | Ben Altit                                   |
| SG                    | #15 | - Sylven Landesberg                         |
| C                     | #23 | - Aleks Marić                               |
| Afastado              |     | Lesionado                                   |
| C                     | #21 | Sofoklis Schortsanitis - Cirurgia da retina |
| Afastado              |     | Não jogará por decisão do técnico           |
| Técnico:              |     |                                             |
| Guy Goodes            |     |                                             |
| Técnicos Assistentes: |     |                                             |
| Pini Gershon          |     |                                             |
| Alon Stein            |     |                                             |

| Flamengo:           |     |                      |
|                     |     |                      |
| F                   | #1  | Walter Herrmann      |
| G/F                 | #4  | Marcelinho Machado   |
| PG                  | #5  | Danielzinho          |
| PG                  | #7  | Nicolás Laprovittola |
| SG                  | #8  | Vítor Benite         |
| G/F                 | #9  | Luis Otávio Chupeta  |
| F                   | #11 | Marquinhos           |
| G/F                 | #12 | Diego Marques        |
| PF                  | #16 | Olivinha             |
| PG                  | #19 | Gegê Chaia           |
| F/C                 | #21 | Cristiano Felício    |
| F/C                 | #45 | Derrick Caracter     |
| C                   | #55 | Jerome Meyinsse      |
| Técnico:            |     |                      |
| José Neto           |     |                      |
| Técnico Assistente: |     |                      |
| Rodrigo Silva       |     |                      |

## Árbitros
| Recep Ankarali | Jorge Vazquez | Daniel Hierrezuelo |

## Partidas

### Primeira Partida
| 26 de setembro 21:30 | Relatório Reportagem Melhores Momentos (Video) | Flamengo                                            | 66–69 | Maccabi Electra                                                        |  | HSBC Arena, Rio de Janeiro (cidade) |  |
| 26 de setembro 21:30 | Relatório Reportagem Melhores Momentos (Video) | Placar por quarto: 15–14, 20–16, 16–16, 15 – 23     |       |                                                                        |  | HSBC Arena, Rio de Janeiro (cidade) |  |
| 26 de setembro 21:30 | Relatório Reportagem Melhores Momentos (Video) | Pts: Olivinha 13 Rbts: Caracter 11 Asts: Caracter 2 |       | Pts: Pargo 21 Rbts: Randle 9 Asts: Pargo, Randle, Landesberg, Ohayon 2 |  | HSBC Arena, Rio de Janeiro (cidade) |  |

| Flamengo  | Flamengo     | Flamengo  | Flamengo  | Flamengo  | Flamengo  |
| Jogador   | Jogador      | Pts       | Reb       | Assts     | Minutos   |
| --------- | ------------ | --------- | --------- | --------- | --------- |
| 1         | Herrmann     | 9         | 5         | 0         | 30:00     |
| 4         | Marcelinho   | 4         | 4         | 1         | 19:47     |
| 7         | Laprovittola | 5         | 0         | 1         | 28:09     |
| 11        | Marquinhos   | 11        | 0         | 4         | 29:32     |
| 55        | Meyinsse     | 2         | 1         | 5         | 18:04     |
| Suplentes |              |           |           |           |           |
| 5         | Danielzinho  | 0         | 0         | 0         | 0         |
| 8         | Benite       | 9         | 4         | 1         | 16:37     |
| 9         | Chupeta      | 0         | 0         | 0         | 0         |
| 16        | Olivinha     | 13        | 7         | 1         | 24:05     |
| 19        | Gegê         | 2         | 0         | 0         | 11:50     |
| 21        | Felício      | 0         | 0         | 0         | 0         |
| 45        | Caracter     | 10        | 11        | 2         | 21:52     |
| Treinador | Treinador    | José Neto | José Neto | José Neto | José Neto |

| Maccabi Electra | Maccabi Electra | Maccabi Electra | Maccabi Electra | Maccabi Electra | Maccabi Electra |
| Jogador         | Jogador         | Pts             | Reb             | Assts           | Minutos         |
| --------------- | --------------- | --------------- | --------------- | --------------- | --------------- |
| 4               | Pargo           | 21              | 5               | 2               | 30:21           |
| 7               | Randle          | 8               | 9               | 2               | 29:05           |
| 10              | Pnini           | 11              | 4               | 1               | 22:02           |
| 15              | Landesberg      | 10              | 2               | 2               | 28:65           |
| 23              | Maric           | 2               | 2               | 0               | 10:39           |
| Suplentes       |                 |                 |                 |                 |                 |
| 5               | Haynes          | 5               | 1               | 0               | 13:27           |
| 6               | Smith           | 0               | 0               | 1               | 26:49           |
| 8               | Linhart         | 0               | 1               | 0               | 4:43            |
| 9               | Tyus            | 2               | 5               | 0               | 23:49           |
| 11              | Cohen           | 0               | 0               | 0               | 00:25           |
| 12              | Ohayon          | 2               | 1               | 2               | 09:40           |
| 14              | Altit           | 0               | 0               | 0               | 0               |
| Treinador       | Treinador       | Guy Goodes      | Guy Goodes      | Guy Goodes      | Guy Goodes      |

### Segunda Partida
| 28 de setembro 12:00 | Relatório Reportagem Melhores Momentos (Video) | Flamengo                                                   | 90–77 | Maccabi Electra                                  |  | HSBC Arena, Rio de Janeiro (cidade) Público: 15.000 |  |
| 28 de setembro 12:00 | Relatório Reportagem Melhores Momentos (Video) | Placar por quarto: 27–25, 19–11, 18–25, 26–16              |       |                                                  |  | HSBC Arena, Rio de Janeiro (cidade) Público: 15.000 |  |
| 28 de setembro 12:00 | Relatório Reportagem Melhores Momentos (Video) | Pts: Laprovittola 24 Rbts: Meyinsse 6 Asts: Laprovittola 6 |       | Pts: Pargo 28 Rbts: Pargo 6 Asts: Pargo/Haynes 7 |  | HSBC Arena, Rio de Janeiro (cidade) Público: 15.000 |  |

| Flamengo  | Flamengo     | Flamengo  | Flamengo  | Flamengo  | Flamengo  |
| Jogador   | Jogador      | Pts       | Reb       | Assts     | Minutos   |
| --------- | ------------ | --------- | --------- | --------- | --------- |
| 1         | Herrmann     | 8         | 5         | 2         | 30:05     |
| 4         | Marcelinho   | 5         | 0         | 1         | 17:09     |
| 7         | Laprovittola | 24        | 6         | 2         | 30:18     |
| 11        | Marquinhos   | 9         | 4         | 2         | 31:35     |
| 55        | Meyinsse     | 22        | 6         | 0         | 27:36     |
| Suplentes |              |           |           |           |           |
| 5         | Danielzinho  | 0         | 0         | 0         | 0:06      |
| 8         | Benite       | 8         | 3         | 0         | 23:46     |
| 9         | Chupeta      | 0         | 0         | 0         | 0         |
| 16        | Olivinha     | 9         | 5         | 2         | 17:39     |
| 19        | Gegê         | 0         | 1         | 1         | 9:41      |
| 21        | Felício      | 1         | 1         | 0         | 1:39      |
| 45        | Carracter    | 4         | 2         | 0         | 10:20     |
| Treinador | Treinador    | Jose Neto | Jose Neto | Jose Neto | Jose Neto |

| Maccabi Electra | Maccabi Electra | Maccabi Electra | Maccabi Electra | Maccabi Electra | Maccabi Electra |
| Jogador         | Jogador         | Pts             | Reb             | Assts           | Minutos         |
| --------------- | --------------- | --------------- | --------------- | --------------- | --------------- |
| 4               | Pargo           | 28              | 6               | 7               | 34:50           |
| 7               | Randle          | 6               | 2               | 0               | 23:16           |
| 10              | Pnini           | 10              | 1               | 2               | 27:47           |
| 15              | Landesberg      | 7               | 5               | 0               | 20:07           |
| 23              | Maric           | 4               | 5               | 0               | 17:06           |
| Suplentes       |                 |                 |                 |                 |                 |
| 5               | Haynes          | 15              | 3               | 7               | 29:20           |
| 6               | Smith           | 2               | 2               | 0               | 14:09           |
| 8               | Linhart         | 0               | 1               | 0               | 6:01            |
| 9               | Tyus            | 4               | 1               | 0               | 17:10           |
| 11              | Cohen           | 1               | 1               | 0               | 1:30            |
| 12              | Ohayon          | 0               | 2               | 0               | 8:38            |
| 14              | Altit           | 0               | 0               | 0               | 0               |
| Treinador       | Treinador       | Guy Goodes      | Guy Goodes      | Guy Goodes      | Guy Goodes      |

### Resultado Final
| Partida  | Data                         | Time 1   | Placar  | Time 2          |
| -------- | ---------------------------- | -------- | ------- | --------------- |
| Jogo 1   | 26 de Setembro (Sexta-Feira) | Flamengo | 66–69   | Maccabi Electra |
| Jogo 2   | 28 de Setembro (Domingo)     | Flamengo | 90–77   | Maccabi Electra |
| Agregado |                              | Flamengo | 156–146 | Maccabi Electra |

## Destaques Individuais
- MVP -  Nicolás Laprovittola[17] ( Flamengo)
- Maior anotador -  Jeremy Pargo ( Maccabi Electra), com 49 pontos.
- Mais assistências -  Jeremy Pargo ( Maccabi Electra), com 9 assistências.
- Maior reboteiro -  Derrick Caracter ( Flamengo), com 13 rebotes.

## Classificação
| Pos. | Equipes         | Pts | J | V | D | PM  | PS  | Dif |
| ---- | --------------- | --- | - | - | - | --- | --- | --- |
| 1    | Flamengo        | 3   | 2 | 1 | 1 | 156 | 146 | +10 |
| 2    | Maccabi Electra | 3   | 2 | 1 | 1 | 146 | 156 | -10 |

| Copa Intercontinental de Basquete de 2014 |
| Brasil                                    |
| ----------------------------------------- |
| Campeão Flamengo (1º título)              |

## Ver Também
- FIBA Liga das Américas 2014